# Per von Bahr
Per Gustaf Otto von Bahr, född 16 juli 1876 i Vårdinge, död 29 juli 1949 i Göteborg, var en svensk ingenjör.
Han var son till kapten John Otto Henrik von Bahr och Erika Charlotta Boström. Bland hans nio syskon fanns gymnastikdirektör Louise von Bahr. Sedan 1906 var han gift med Ninnie Wijkander, dotter till August Wijkander och Majken Tudeer.
von Bahr tog examen på Tekniska högskolan 1898, var verksam inom Statens Järnvägar som förste maskiningenjör. 
Han är begravd på Östra kyrkogården i Göteborg.